# Geophis bicolor
Espèce
Statut de conservation UICN

 DD  : Données insuffisantes
Geophis bicolor  est une espèce de serpents de la famille des Dipsadidae.

## Répartition
Cette espèce est endémique du Mexique. Elle se rencontre dans le District fédéral et les États du Jalisco, du Michoacán et du Veracruz, entre 1 800 et 2 600 m d'altitude.

## Description
Dans sa description l'auteur indique que le plus grand des quatre spécimens en sa possession mesure 37 cm dont 7 cm pour la queue. Ce serpent a le dos est uniformément noir et la face ventrale blanche.

## Étymologie
Son nom d'espèce, du latin bicolor, « à deux couleurs », lui a été donné en référence à sa livrée.

## Publication originale
- Günther, 1868 : Sixth account of new species of snakes in the collection of the British Museum. Annals and Magazine of Natural History, sér. 4, vol. 1, p. 413-429 (texte intégral).